# Alive (pjesma Jennifer Lopez)
"Alive" je četvrti i posljednji singl američke pjevačice Jennifer Lopez s njenog prvog albuma s remiksevima J to tha L-O!: The Remixes, objavljen 16. srpnja 2002. u izdanju Epic Recordsa.

## O pjesmi
Pjesma je njena druga balada u karijeri. Baš kao i prethodna balada "No Me Ames", Alive je u SAD-u postigla veliki uspjeh na top ljestvicama dance glazbe. Zbog limitiranog izdanja pjesma se nije pojavila ni na jednoj drugoj top ljestvici. Za singl verziju je odabran klupski remiks Thunderpussa.

## Popis pjesama

### Američki promotivni CD singl
1. "Alive" (remiks)
2. "Alive" (albumska verzija)

### Američki promotivni CD-R singl
1. "Alive" (radijski remiks)
2. "Alive" (albumska verzija)

### Američki promotivni CD-R singl s remiksevima
1. "Alive" (radijski remiks Thunderpussa)
2. "Alive" (klupski remiks Thunderpussa)
3. "Alive" (Thunderpuss Tribe-A-Pella)

### Američki dupli A singl
1. "I'm Gonna Be Alright" (remiks Trackmastera) (ft. Nas)
2. "I'm Gonna Be Alright" (remiks Trackmastera)
3. "I'm Gonna Be Alright" (remiks Trackmastera) (instrumentalna verzija)
4. "Alive" (klupski remiks Thunderpussa)
5. "Alive" (Thunderpuss Tribe-A-Pella)

## Videospot
Videospot za singl snimljen je 2002. pod redateljskom palicom Jima Gablea. Na početku videa Jennifer svira piano, zamišlja sebe na vjenčanju te razmišlja o svom životu. Zatim se nalazi u studiju za snimanje pjesama i dalje razmišlja o svojem životu i budućnosti.

## Top ljestvice
| Top liste (2002.)                   | Najviša pozicija |
| ----------------------------------- | ---------------- |
| SAD (Hot Dance Club Play)           | 2                |
| SAD (Hot Dance Singles Sales)       | 1                |
| SAD (Hot Adult Contemporary Tracks) | 18               |
| SAD (Latin Tropical/Salsa Airplay)  | 36               |